# Stanišor
Stanishor en albanais et Stanišor en serbe latin (en serbe cyrillique : Станишор) est une localité du Kosovo située dans la commune/municipalité de Gjilan/Gnjilane, district de Gjilan/Gnjilane (Kosovo) ou district de Kosovo-Pomoravlje (Serbie). Selon le recensement kosovar de 2011, elle compte 320 habitants.
Selon le découpage administratif du Kosovo, le village est rattaché à la commune/municipalité de Novobërdë/Novo Brdo, dans le district de Pristina.
En 2011, le hameau de Kosaç, qui jusqu'alors faisait partie de Stanishor/Stanišor, a été recensé comme une localité à part entière ; il comptait 175 habitants, dont une majorité d'Albanais,.

## Histoire
Sur le territoire du village se trouve un site archéologique dont les vestiges remontent au VIe siècle ; mentionné par l'Académie serbe des sciences et des arts, il est inscrit sur la liste des monuments culturels du Kosovo.

## Démographie

### Évolution historique de la population dans la localité
| 1948 | 1953 | 1961 | 1971 | 1981 | 1991 | 2011 |
| ---- | ---- | ---- | ---- | ---- | ---- | ---- |
| 313  | 306  | 395  | 470  | 457  | 515  | 320  |

|  |

### Répartition de la population par nationalités (2011)
En 2011, les Albanais représentaient 52,50 % de la population et les Serbes 47,50 %.